# Горган (река)
Горган е река в северната част на Иран, вливаща се в югоизточния ъгъл на Каспийско море. Дължина 251 km. Образува се от сливането на двете съставящи я реки Или (лява съставяща) е Саръсу (дясна съставяща), водещи началото си от западните части на Нишапурските планини, на 112 m н.в., в провинция (остан) Голестан. По цялото си протежение тече през нея и през плодородната Горганска низина в посока запад-югозапад, като се влива югозападния ъгъл на Каспийско море , на около 15 km северно от град Бандар Торкаман. През есенно-зимния сезон е пълноводна, а през останалото време на годината – маловодна. Водите ѝ почти на 100% се използват за напояване. В горното ѝ течение е разположен големия ирански град Гонбад-е Кавус..